# Эбби, Джордж
Джордж Питерсон Эбби (англ. George Peterson Abbey; род. 20 октября 1978, Порт-Харкорт) — нигерийский футболист, защитник.

## Карьера

### Клубная карьера
В футболе дебютировал в 1996 году в молодёжном составе клуба из своего родного города Порт-Харкорт «Шаркс», а три года спустя стал игроком основного состава английского клуба «Маклсфилд Таун», за который отыграл следующие пять сезонов. 15 апреля 2003 года Эбби забил свой первый и единственный гол за клуб в футбольной лиге в ворота клуба «Шрусбери Таун».
Всего в составе команды Эбби вышел на поле ровно в ста матчах, после чего заключил контракт с другим английским клубом «Порт Вейл», за который выступал на протяжении следующих трёх лет. В 2007 году перешёл в «Кру Александра», оставшись в Англии ещё на пару сезонов, а затем отправился в Республику Кипр, где стал выступать за «Акритас Хлоракас». Завершил карьеру футболиста в 2011 году в возрасте 33 лет.

### Карьера в сборной
В 2003 году дебютировал в официальных матчах в составе национальной сборной Нигерии. В следующем году он вошёл в состав команды, завоевавшей бронзовые медали на Кубке африканских наций в Тунисе. На турнире команда смогла одержать победу над сборной Мали со счётом 2:1, но проиграла команде Туниса. В 2006 году Эбби уже не был включён в состав команды на Кубке африканский наций в Египте.
Всего в составе сборной провёл 18 матчей.